# Koshidekha
Koshidekha (nep. कोशीदेखा) – gaun wikas samiti w środkowej części Nepalu w strefie Bagmati w dystrykcie Kavrepalanchok. Według nepalskiego spisu powszechnego z 2001 roku liczył on 454 gospodarstw domowych i 2016 mieszkańców (1065 kobiet i 951 mężczyzn).